# International Lightweight Tag Team Championship
L'International Lightweight Tag Team Championship, nato come NWA International Lightweight Tag Team Championship è stato un titolo della divisione tag team promosso dalla federazione giapponese Pro Wrestling ZERO1, affiliata alla National Wrestling Alliance, e riservato ai lottatori dal peso inferiore ai 100 kg, definiti lighweight dalla Zero1.
Il titolo è stato attivo dal 2003 al 2020, quando fu ritirato dalla Zero1.

## Storia
Il titolo fu creato nel 2003, quando la federazione era affiliata alla National Wrestling Alliance, come riconoscimento principale della divisione tag team dei pesi leggeri della Zero1 e fu assegnato tramite un torneo la cui finale si tenne il 26 dicembre, quando Ikuto Hidaka e Dick Togo sconfissero Naohiro Hoshikawa e Tatsuhito Takaiwa conquistando il titolo.
Alla fine del 2004 la Zero1 lasciò la NWA, che smise di riconoscere il titolo come proprio, ma questo continuò ad essere promosso dalla Zero1 con lo stesso nome. Quando nel 2011 ricominciò la collaborazione tra le due federazioni la NWA ricominciò a riconoscere il titolo, ma l'anno successivo la Zero1 terminò la collaborazione e la NWA ritirò nuovamente il riconoscimento; in questo caso, il titolo ufficialmente perse la sigla NWA dal nome, sebbene fosse sporadicamente annunciato ancora come tale.
Il titolo fu disattivato dalla Zero1 il 25 dicembre 2020, dopo che gli allora detentori del titolo Sugi e Raicho lasciarono la federazione.

## Albo d'oro
| Legenda  |                                                                               |
| -------- | ----------------------------------------------------------------------------- |
| #        | Indica il numero del regno titolato                                           |
| Regno    | Viene indicato il numero del regno del campione                               |
| Data     | La data in cui il titolo è stato vinto                                        |
| Località | Indica il luogo in cui il titolo è stato vinto                                |
| Note     | Indica notizie particolari riguardanti i cambi di titolo o altre informazioni |

### National Wrestling Alliance (2003-2004)
| # | Campione                           | Regno | Data             | Giorni | Località            | Evento    | Note | Fonti |
| - | ---------------------------------- | ----- | ---------------- | ------ | ------------------- | --------- | --- | ----- |
| 1 | Ikuto Hidaka e Dick Togo           | 1     | 26 dicembre 2003 | 55     | Tokyo, Giappone     | Rebel Z   | In un torneo per decretare i campioni inaugurali, sconfiggendo in finale Naohiro Hoshikawa e Tatsuhito Takaiwa. |       |
| 2 | Low Ki e Leonardo Spanky           | 1     | 19 febbraio 2004 | 106    | Tokyo, Giappone     | Embers    | |       |
| 3 | Tomohiro Ishii e Tatsuhito Takaiwa | 1     | 4 giugno 2004    | 107    | Hachinohe, Giappone | Ambitious | |       |

### Pro Wrestling Zero1 (2004-2011)
| # | Campione                                | Regno | Data              | Giorni | Località        | Evento                      | Note | Fonti |
| - | --------------------------------------- | ----- | ----------------- | ------ | --------------- | --------------------------- | --- | ----- |
| 4 | Kaz Hayashi e Leonardo Spanky (2)       | 1     | 19 settembre 2004 | 162    | Tokyo, Giappone | New Truth                   | La Zero1 lasciò la NWA ma continuò a promuovere il titolo, che tuttavia non era riconosciuto dalla NWA.               |       |
| — | Vacante                                 | —     | 28 febbraio 2005  | —      | —               | —                           | Il titolo fu reso vacante per inattività.                                                                             |       |
| 5 | Minoru Fujita e Ikuto Hidaka (2)        | 1     | 27 marzo 2005     | 516    | Tokyo, Giappone | Shippu Jinrai               | In uno spareggio per riassegnare i titoli vacanti, sconfiggendo Leonardo Spanky e Alex Shelley                        |       |
| 6 | Chris Sabin e Alex Shelley              | 1     | 25 agosto 2006    | 590    | Tokyo, Giappone | Tenkaichi Jr.               | |       |
| 7 | Minoru Fujita (2) e Takuya Sugawara     | 1     | 6 aprile 2008     | 119    | Tokyo, Giappone | Miracle Rocket - 2nd Impact | In un incontro in cui era in palio anche il NWA Intercontinental Tag Team Championship detenuto da Fujita e Sugawara. |       |
| 8 | Ikuto Hidaka (3) e Munenori Sawa        | 1     | 3 agosto 2008     | 766    | Tokyo, Giappone | Fire Festival               | |       |
| 9 | Kaijin Habu Otoko e Takuya Sugarawa (2) | 1     | 8 settembre 2010  | 333    | Tokyo, Giappone | Euro Vintage Action         | |       |

### National Wrestling Alliance (2011-2012)
| #  | Campione                               | Regno | Data              | Giorni | Località           | Evento           | Note                                           | Fonti |
| -- | -------------------------------------- | ----- | ----------------- | ------ | ------------------ | ---------------- | ---------------------------------------------- | ----- |
| 10 | Takafumi Ito e Ikuto Hidaka (4)        | 1     | 7 agosto 2011     | 178    | Tokyo, Giappone    | Fire Festival    |                                                |       |
| 11 | Tsuyoshi Kikuchi e Takuya Sugawara (3) | 1     | 1 febbraio 2012   | --     | Tokyo, Giappone    | Action           |                                                |       |
| —  | Vacante                                | —     | marzo 2012        | —      | —                  | —                | Il titolo fu reso vacante per motivi non noti. |       |
| 12 | Jimmy Kagetora e Jimmy Susumu          | 1     | 24 aprile 2012    | 124    | Tokyo, Giappone    | Over the Rainbow | In un 3-way per riassegnare i titoli vacanti.  |       |
| 13 | Mineo Fujita e Takuya Sugawara (4)     | 1     | 26 agosto 2012    | 22     | Yokohama, Giappone | Big Fireworks    |                                                |       |
| 14 | Frank David e Shawn Guinness           | 1     | 17 settembre 2012 | 556    | Tokyo, Giappone    | Tenkaichi Jr.    |                                                |       |

### Pro Wrestling Zero1 (2014-2020)
| #  | Campione                                   | Regno | Data              | Giorni | Località         | Evento            | Note | Fonti |
| -- | ------------------------------------------ | ----- | ----------------- | ------ | ---------------- | ----------------- | --- | ----- |
| —  | Vacante                                    | —     | 27 marzo 2014     | —      | —                | —                 | La Zero1 lasciò la NWA, che ritirò il riconoscimento. Il titolo iniziò ad essere promosso come International Lightweight Tag Team Championship. Fu inoltre reso vacante quando David non poté difenderlo. |       |
| 15 | Billy Ken Kid e Tigers Mask                | 1     | 30 marzo 2014     | 173    | Tokyo, Giappone  | Yasukuni Festival | In un 3-way per riassegnare i titoli vacanti. |       |
| 16 | Takuya Sugawara (5) e Brother Yasshi       | 1     | 19 settembre 2014 | 49     | Tokyo, Giappone  | Tenkaichi Special | |       |
| 17 | Shuji Kondo e Seiki Yoshioka               | 1     | 7 novembre 2014   | 114    | Tokyo, Giappone  | Kassen Battle     | |       |
| 18 | Takuya Sugawara (6) e Brother Yasshi (2)   | 2     | 1 marzo 2015      | 206    | Tokyo, Giappone  | 14º anniversario  | |       |
| 19 | Shinjiro Otani e Tatsuhito Takaiwa (2)     | 1     | 23 settembre 2015 | 197    | Tokyo, Giappone  | Go for Broke!     | |       |
| 20 | Fujita Hayato e Ikuto Hidaka (5)           | 1     | 7 aprile 2016     | 237    | Tokyo, Giappone  | House show        | |       |
| 21 | Isami Kodaka e Takumi Tsukamoto            | 1     | 30 novembre 2016  | 39     | Tokyo, Giappone  | Common Destiny    | |       |
| 22 | Ryota Nakatsu e Ryuichi Sekine             | 1     | 8 gennaio 2017    | 35     | Osaka, Giappone  | Osaka Winter      | |       |
| 23 | Isami Kodaka e Takumi Tsukamoto            | 2     | 12 febbraio 2017  | 18     | Nagoya, Giappone | Tenka Fubu        | |       |
| 24 | Koji Kanemoto e Minoru Tanaka              | 1     | 2 marzo 2017      | 71     | Tokyo, Giappone  | Dream Series      | |       |
| 25 | Shinjiro Otani (2) e Tatsuhito Takaiwa (3) | 2     | 12 maggio 2017    | 9      | Nagoya, Giappone | Current Blast     | |       |
| 26 | Ikuto Hidaka (6) e Takuya Sugawara (7)     | 1     | 21 maggio 2017    | 225    | Tokyo, Giappone  | Dream Series      | |       |
| 27 | Masamune e Sugi                            | 1     | 1 gennaio 2018    | 159    | Tokyo, Giappone  | Kinga Shinnen     | |       |
| 28 | Fuminori Abe e Ikuto Hidaka (7)            | 1     | 9 giugno 2018     | 311    | Tokyo, Giappone  | Dream Series      | |       |
| 29 | Hide Kubota e Yasu Kubota                  | 1     | 16 aprile 2019    | 166    | Tokyo, Giappone  | Jump Up           | |       |
| 30 | Billy Ken Kid (2) e HUB (2)                | 1     | 29 settembre 2019 | 371    | Osaka, Giappone  | Jump Up           | HUB era già stato campione con il ringname di Kaijin Habu Otoko. |       |
| 31 | Raicho e Sugi (2)                          | 1     | 4 ottobre 2020    | 82     | Osaka, Giappone  | Fire Festival     | |       |
| —  | Disattivato                                | —     | 25 dicembre 2020  | —      | —                | —                 | Il titolo fu reso vacante quando Sugi e Raicho lasciarono la Zero1 e in seguito disattivato. |       |